# Sløsse
Sløsse er en landsby på det sydøstlige Lolland, beliggende i Guldborgsund Kommune der tilhører Region Sjælland. 
Landsbyens navn er af ukendt oprindelse, men kommer måske af slys, betydende "uheld".  Sløsse har et værksted, en psykolog, og nogle andre mindre erhvervsvirksomheder. Byen havde indtil 1960 en skole, og op til først i 0'erne en lægepraksis. Byen strækker sig bl.a. et godt stykke langs den tidligere landevej mellem Nysted og Holeby/Rødby. En omfartsvej blev anlagt midt i 1960’erne, så hovedvejen nu går uden om Sløsse.  

## Administrativt/kirkeligt tilhørsforhold

### Tidligere
- Musse Herred, Ålholm Len, Ålholm Amt, Maribo Amt, Storstrøms Amt, Vester Ulslev sognekommune, Nysted Kommune
- Fyens Stift

### Nuværende
- Region Sjælland, Guldborgsund Kommune
- Lolland-Falsters Stift, Lolland Østre Provsti, Øster Ulslev-Vester Ulslev-Godsted Pastorat, Vester Ulslev Sogn

## Galleri
- Den tidligere skole
- Lægepraksis
- Vingården